# Auhagen (przedsiębiorstwo)

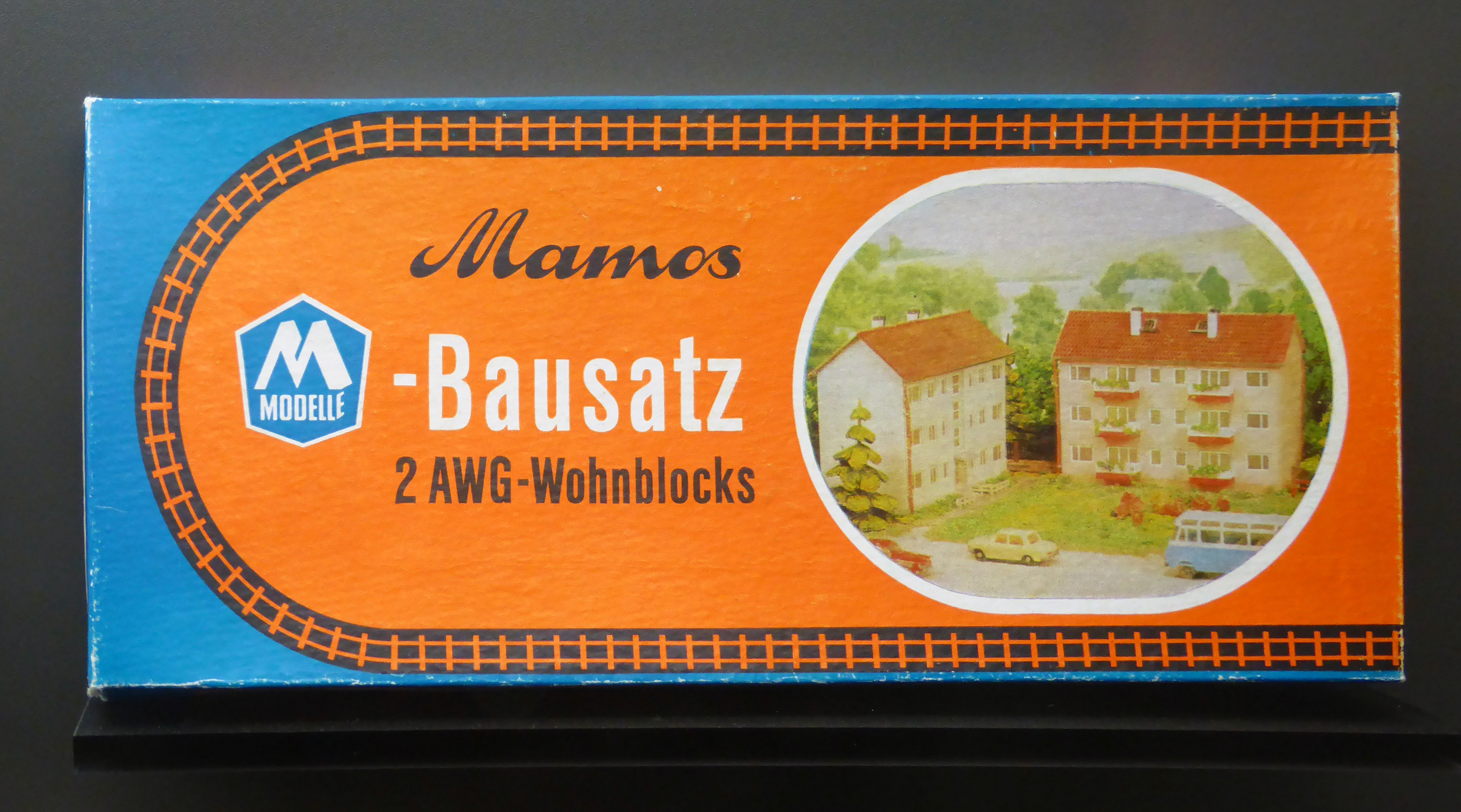
Modele domków produkowane przez Auhagen

Auhagen – niemieckie przedsiębiorstwo produkujące modele budynków w skali H0. Pierwszymi produktami były tektura i opakowania z niej wykonywane. Aktualnie firmą rządzi czwarte pokolenie rodu Auhagen, firma w latach 1972-1990 była własnością państwową po wymuszonej nacjonalizacji.

## Historia
- 1835: Założenie firmy produkującej tekturę w obecnej lokalizacji przez Heinricha Auhagena
- 1919: Przedsiębiorstwo zostaje przekazane Rudolfowi Auhagenowi Sr., synowi Heinricha
- 1945: Po powrocie z wojny Rudolf Auhagen Jr., zaczyna sam wykańczać pudełka. Produkcja rozszerza się o ozdoby choinkowe.
- 1952: W trakcie dekoracji szopki świątecznej Rudolf Jr. wpada na pomysł budowy domków do makiet kolejowych do samodzielnego złożenia. Domki są tworzone z kartonu i drewna.
- 1958: Rudolf Auhagen Sr. i jego syn zakładają zakład H. Auhagen KG. Rudolf Auhagen Jr. zostaje jego dyrektorem.
- 1965: Do konstrukcji zostają dodane elementy plastikowe, a w zakładzie powstaje wtryskownia.
- 1970-1971: Likwidacja działu produkującego tekturę i reorganizacja zakładu.
- 1972: Wymuszona nacjonalizacja zakładu i zmiana nazwy na VEB Modellspielwaren Marienberg-Hüttengrund, a produkty były sprzedawane pod nazwą MAMOS (MAMOS – Ludowa fabryka domków zabawkowych).
- 1990: Reprywatyzacja zakładu, właścicielem zostaje 70-letni Rudolf Auhagen Jr.
- 1993: Przekazanie fabryki w ręce Ute Hofmann-Auhagen, córki Rudolfa Jr.
- 1998: Pierwszy dzień otwarty w Auhagen
- 2000: Drugi dzień otwarty w Auhagen
- 2008: Michael Hofmann, mąż właścicielki, zostaje mianowany dodatkowym dyrektorem zarządzającym[1]

## Nagrody
| Nazwa                                                                       | Organ Przyznający                                        | Rok  |
| --------------------------------------------------------------------------- | -------------------------------------------------------- | ---- |
| Business and Media award "Grand prize for small and medium-sized companies" | Oskar Patzelt Foundation                                 | 2000 |
| Model of the year 2002                                                      | Czytelnicy Eisenbahn Magazin, Düsseldorf                 | 2002 |
| Model of the year 2002                                                      | Redakcja Modell-Fan, Bremen                              | 2002 |
| Model of the year 2004                                                      | Czytelnicy Eisenbahn Magazin, Düsseldorf                 | 2004 |
| Model of the year 2005                                                      | Czytelnicy Modellbahn Illustrierte, Berlin               | 2005 |
| Architecture prize 2005                                                     | MOBA Modellbahnverband                                   | 2005 |
| Model of the year 2005                                                      | Czytelnicy Eisenbahn Magazin, Düsseldorf                 | 2005 |
| Model of the year 2005                                                      | Czytelnicy TT-Kurier, Berlin                             | 2005 |
| Model of the year 2006                                                      | Czytelnicy Eisenbahn Magazin, Düsseldorf                 | 2006 |
| Product of the year 2008                                                    | Czytelnicy Modelleisenbahner/Eisenbahn Journal/Miba/Zuge | 2008 |
| Model of the year 2008                                                      | Czytelnicy Eisenbahn Magazin, Düsseldorf                 | 2008 |
| Product of the year 2009                                                    | Czytelnicy Modelleisenbahner/Eisenbahn Journal/Miba/Zuge | 2009 |
| Model of the year 2010                                                      | Czytelnicy Eisenbahn Magazin, Düsseldorf                 | 2010 |
| Model of the year 2010                                                      | Czytelnicy Modellbahn Illustrierte                       | 2010 |
| Product of the year 2011                                                    | Czytelnicy Modelleisenbahner/Eisenbahn Journal/Miba/Zuge | 2011 |
| Model of the year 2011                                                      | Czytelnicy Eisenbahn Magazin, Düsseldorf                 | 2011 |
| Model of the year 2011                                                      | Czytelnicy N-Bahn Magazin                                | 2011 |
| Model of the year 2011                                                      | Czytelnicy TT-Kurier                                     | 2011 |
| Product of the year 2012                                                    | Czytelnicy Modelleisenbahner/Eisenbahn Journal/Miba/Zuge | 2012 |
| Model of the year 2012                                                      | Czytelnicy N-Bahn Magazin                                | 2012 |
| Model of the year 2012                                                      | Czytelnicy Eisenbahn Magazin, Düsseldorf                 | 2012 |
| Product of the year 2013                                                    | Czytelnicy Modelleisenbahner/Eisenbahn Journal/Miba/Zuge | 2013 |
| Model of the year 2013                                                      | Czytelnicy Eisenbahn Magazin, Düsseldorf                 | 2013 |
| Model of the year 2015                                                      | Czytelnicy Eisenbahn Magazin/N-Bahn Magazin              | 2015 |
| Model of the year 2015                                                      | Czytelnicy Eisenbahn Magazin, Düsseldorf                 | 2015 |

## Galeria

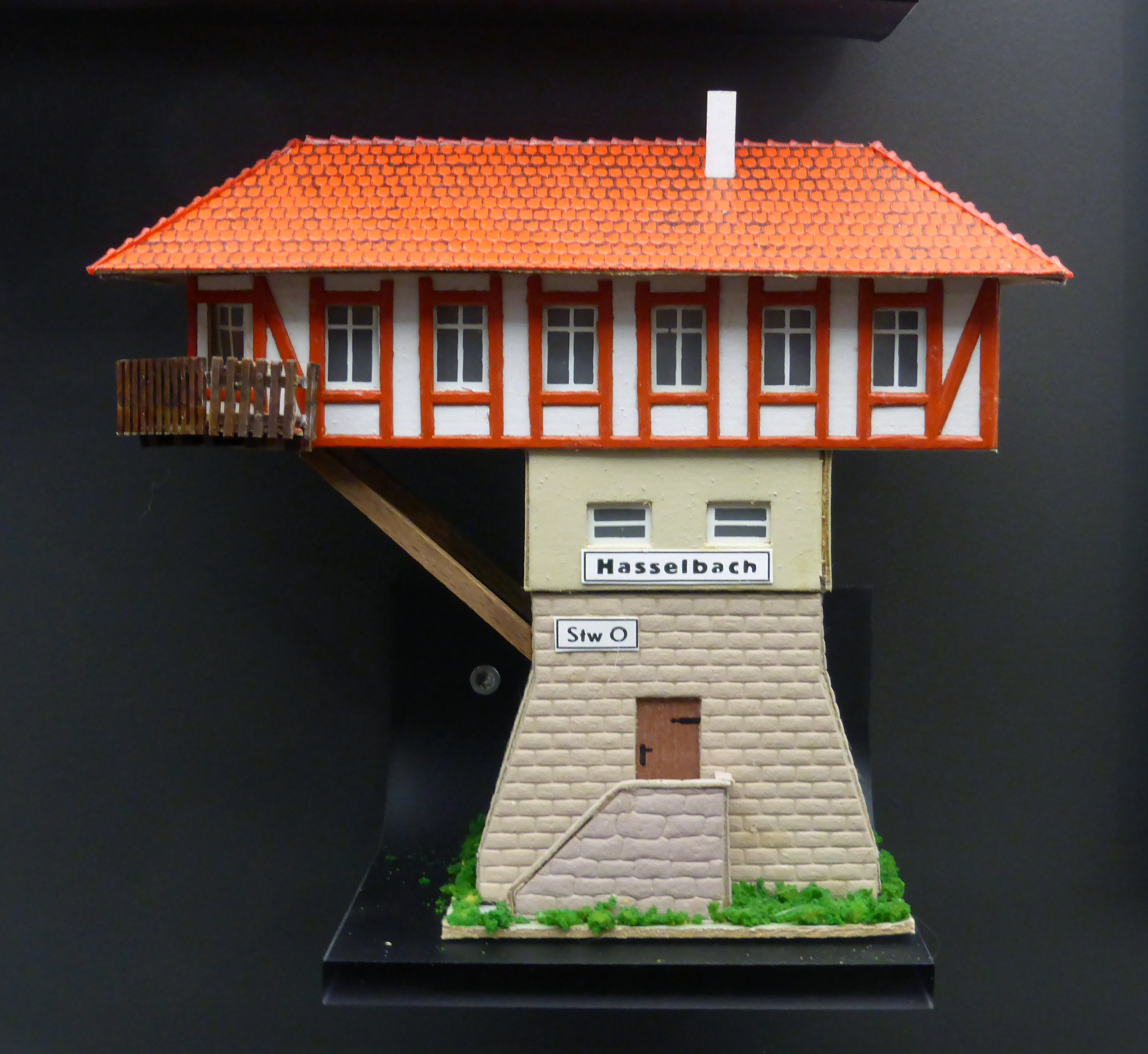
Model nastawni kolejowej lata 60. XX w.
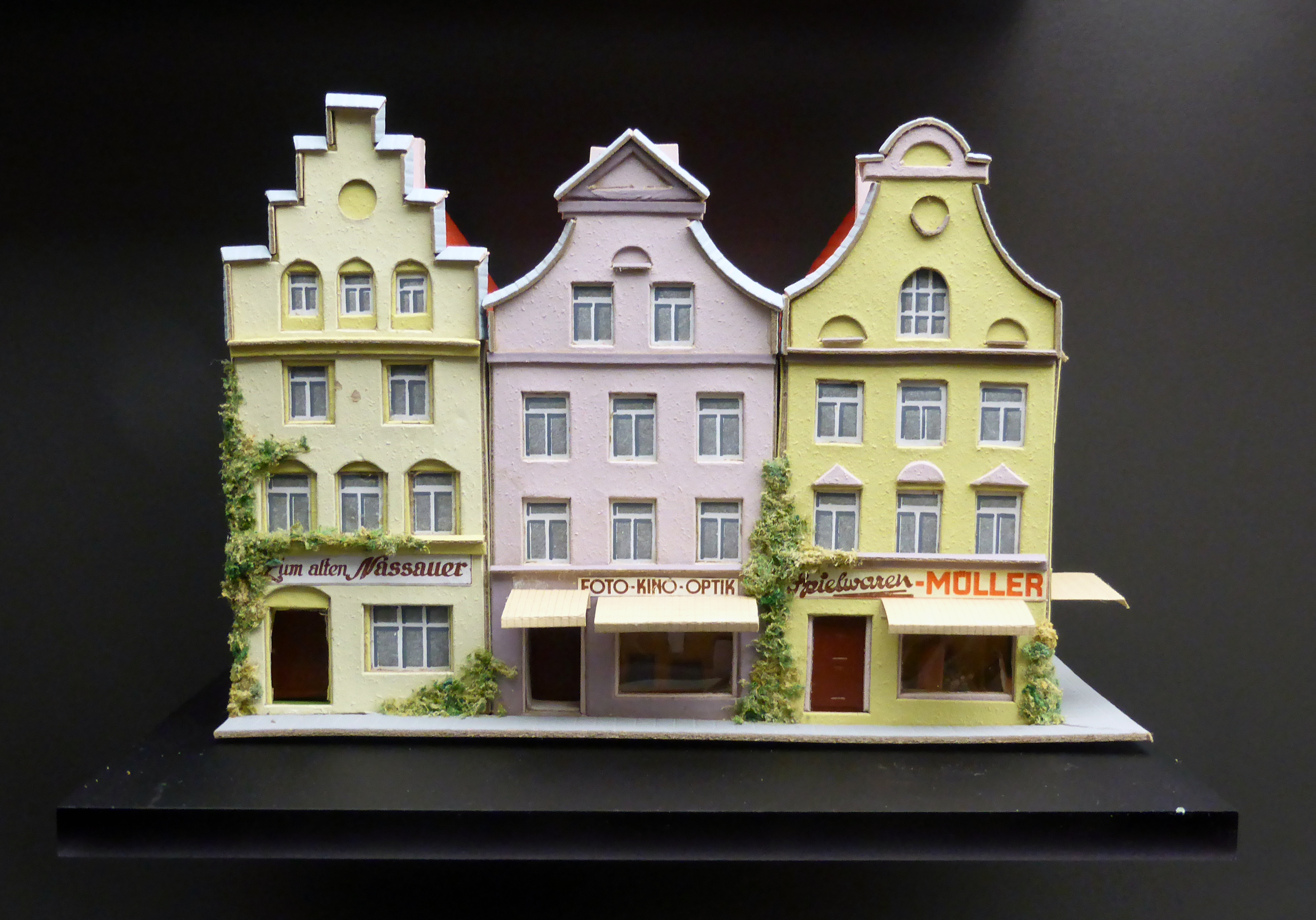
Model kamienic lata 60. XX w.
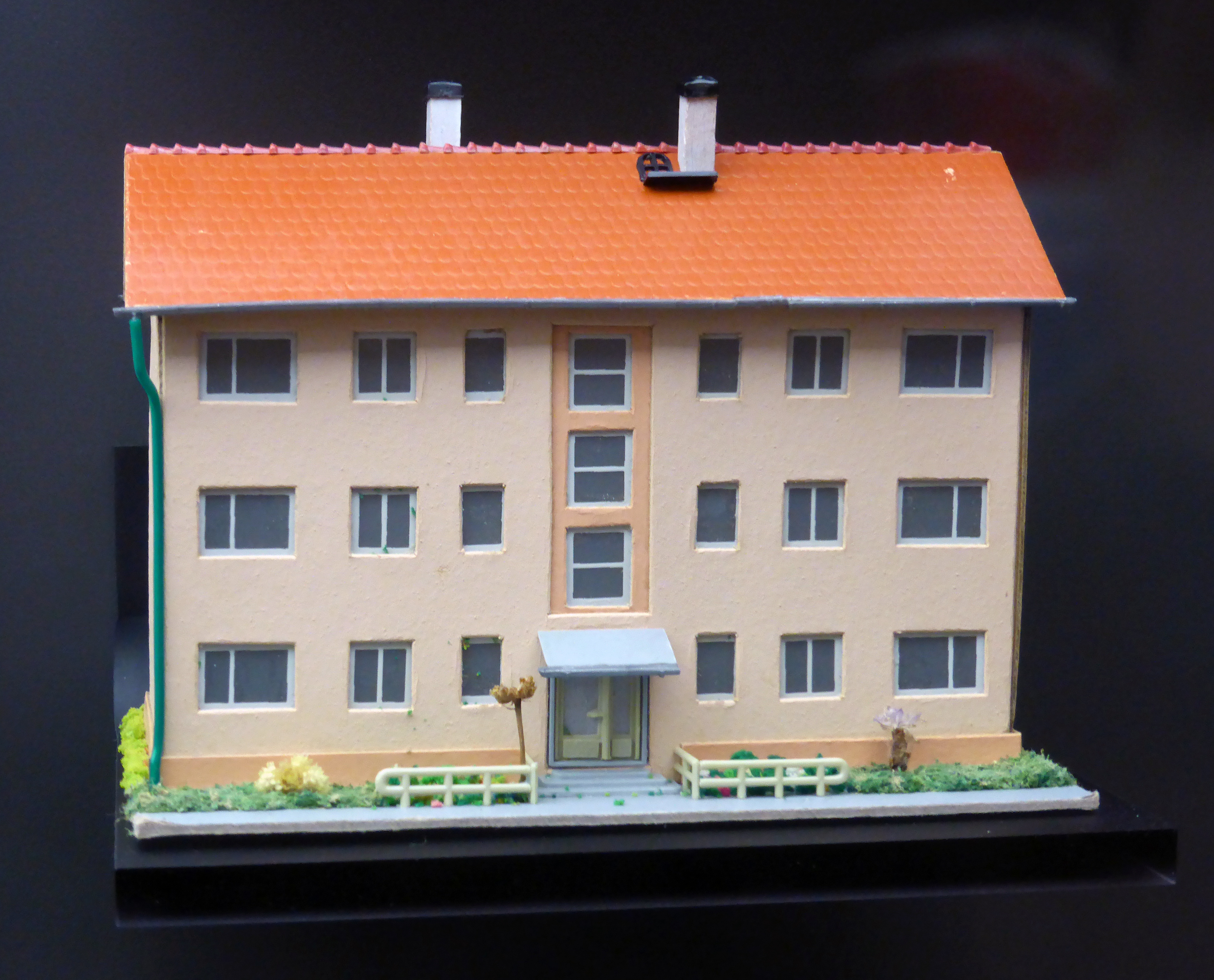
Mamos Blok mieszkalny lata 70. XX w.
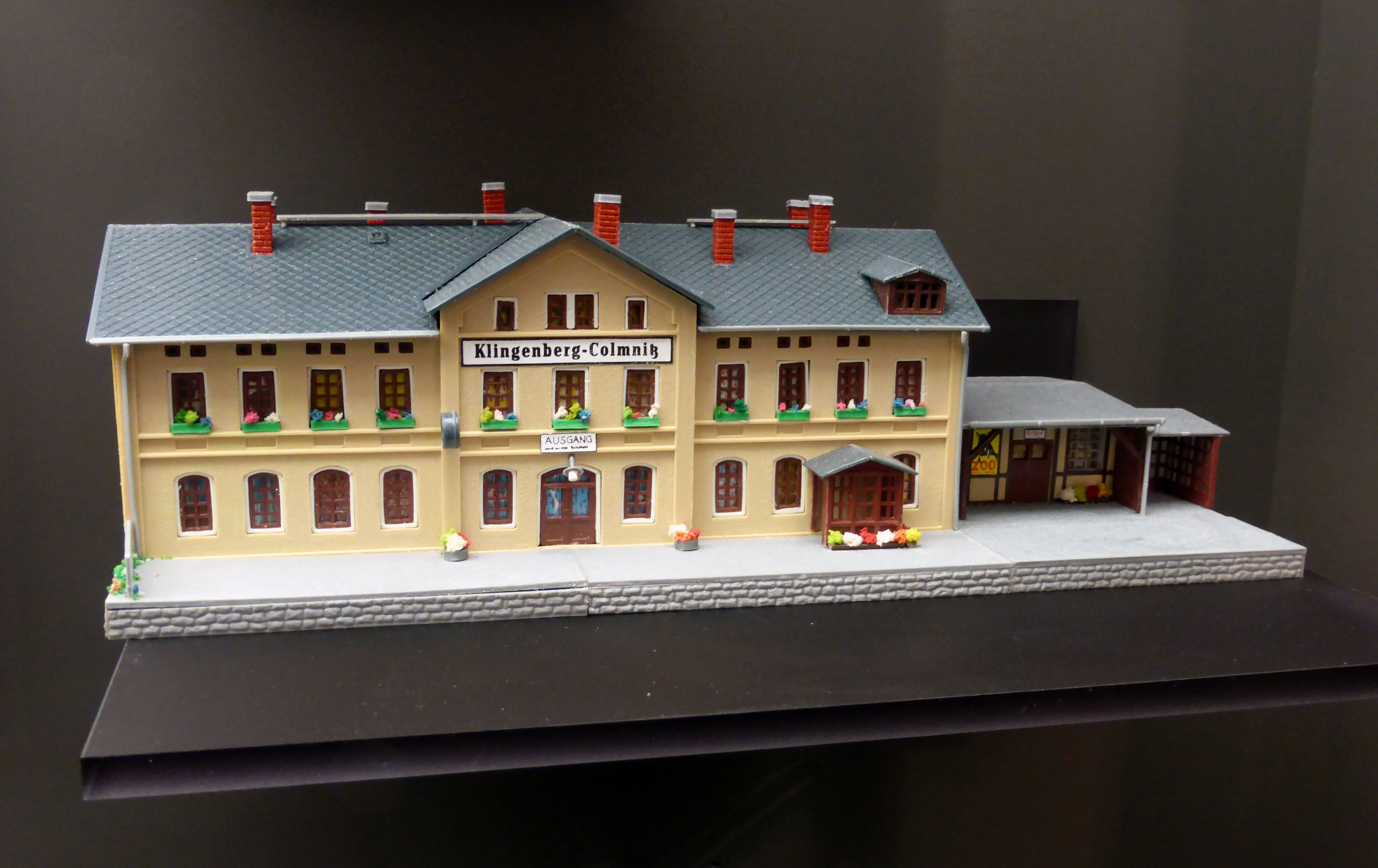
Model stacji kolejowej lata 70. XX w.
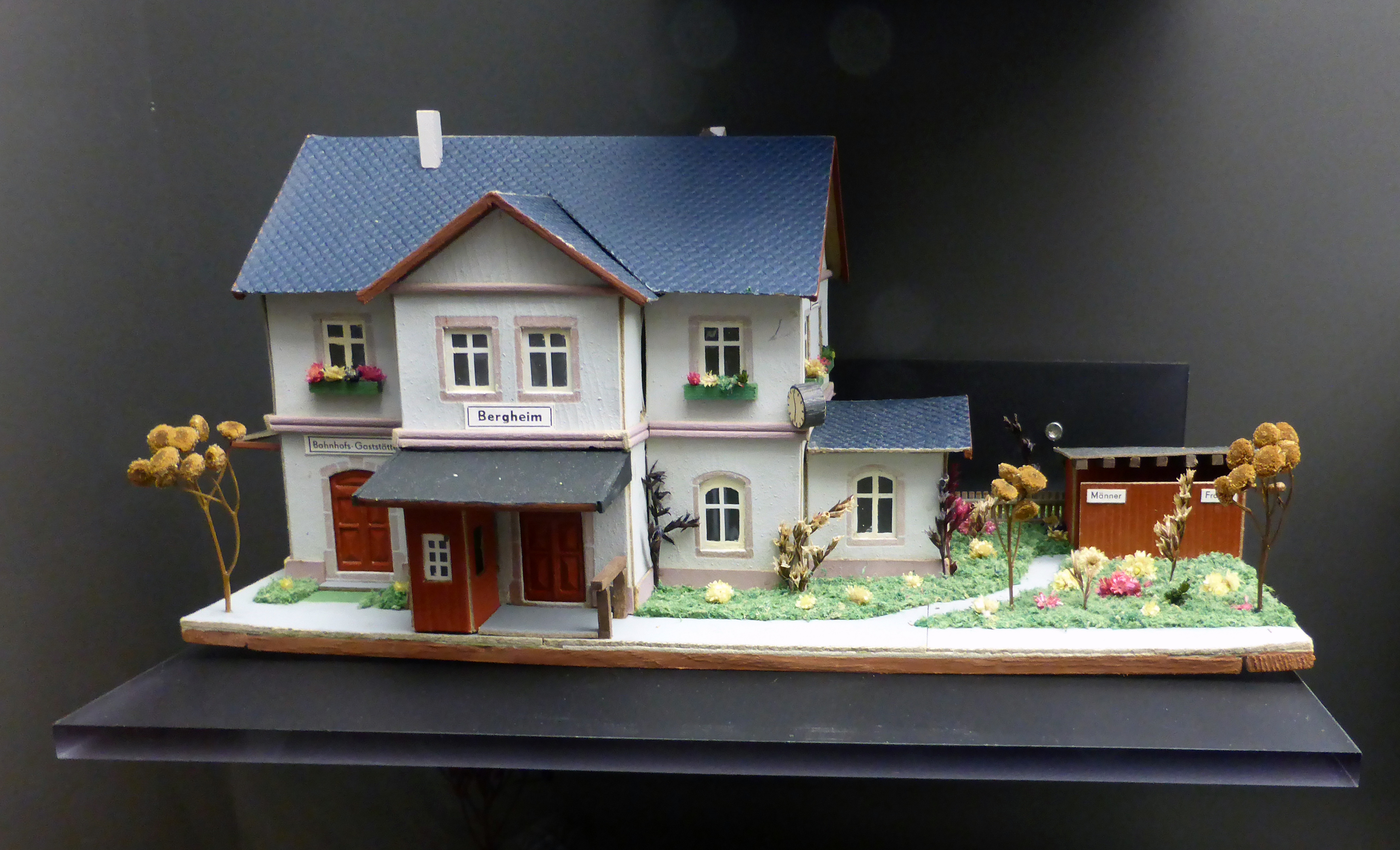
Model stacji kolejowej lata 70. XX w.
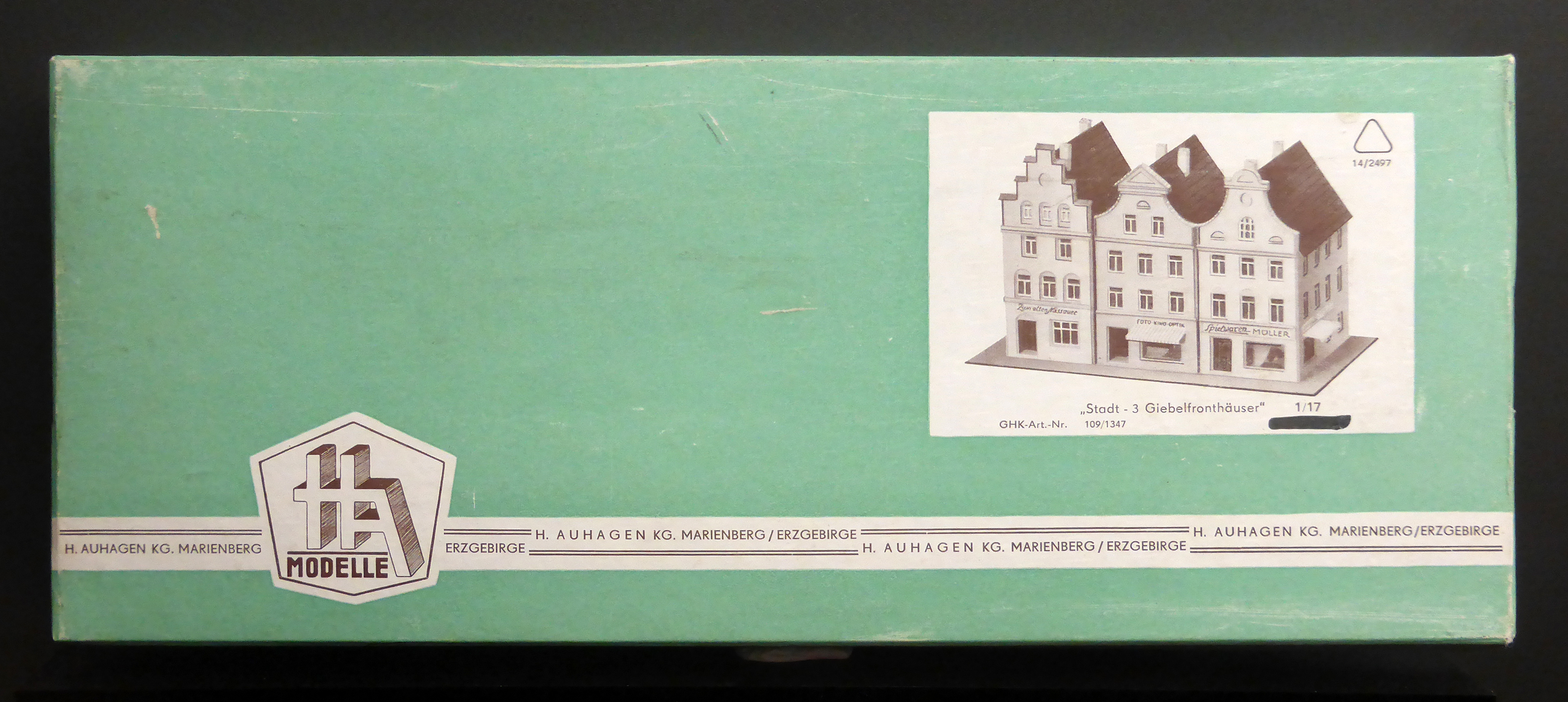
Opakowanie lata 60. XX w.
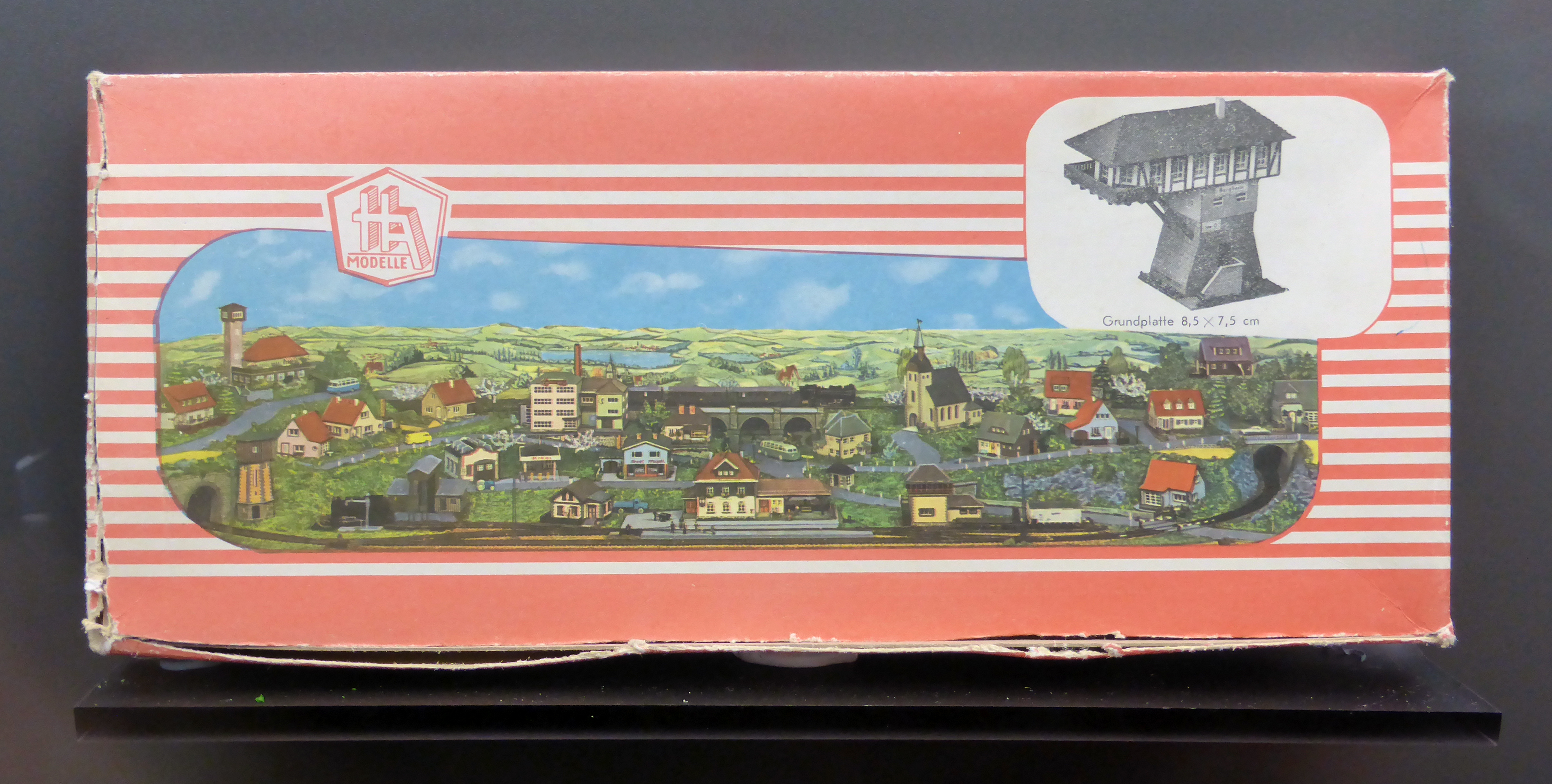
Opakowanie lata 70. XX w.
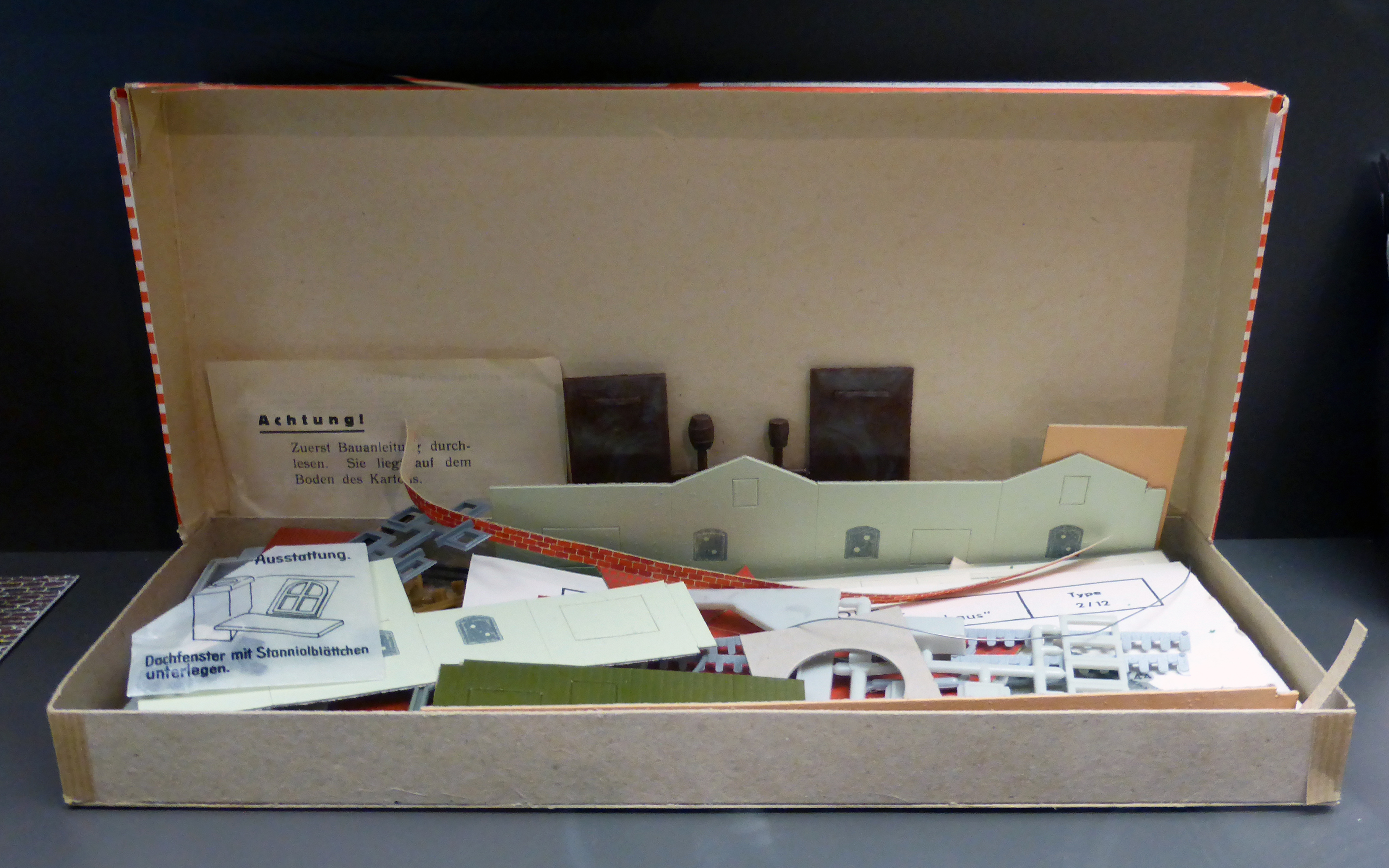
Rozpakowany zestaw Auhagen